# جمعية مصنعي المستحضرات الصيدلانية في اليابان
جمعية الصناعات الدوائية اليابانية أو جمعية مصنعي المستحضرات الصيدلانية في اليابان (باليابانية: 日本製薬工業協会 أو にほんせいやくこうぎょうきょうかい) (مختصرها JPMA من Japan Pharmaceutical Manufacturers Association في اللغة الإنجليزية) هي المنظمة التي تمثل صناعة المستحضرات الصيدلانية القائمة على الأبحاث والتي تعمل في اليابان.
تأسست عام 1968، ومقرها في نيهونباشي، تشوأو في طوكيو.
بحسب 1 أكتوبر 2006، كان الجمعية تضم 74 عضوًا بما في ذلك 20 شركة تابعة في الخارج، أما في عام 2018 فهي تضم 72 شركة.

## روابط خارجية
- 日本製薬工業協会 (الموقع الرسمي باللغة اليابانية)
- Japan Pharmaceutical Manufacturers Association (الموقع الرسمي باللغة الإنجليزية - JPMA)